# Чита II
Чита́ 2 — станция Забайкальской железной дороги в городе Чите — административном центре Забайкальского края. Главный железнодорожный вокзал города. Здание вокзала признано объектом культурного наследия народов России регионального значения и охраняется государством.

## Краткая характеристика
Крупный пассажирский транспортно-пересадочный железнодорожный узел. Находится на участке Забайкальской железной дороги Петровский Завод — Карымская. От станции отходят 2-3-х путные электрифицированные перегоны на Читу 1 и Антипиху.
Относится к Читинскому региону Забайкальской железной дороги. По характеру работы станция отнесена к 1 классу. В границах станции расположен автовокзал. У всех поездов, кроме местного формирования составов пассажирских поездов дальнего следования, следующих через станцию, производится смена локомотивных бригад и локомотивов. 

## История

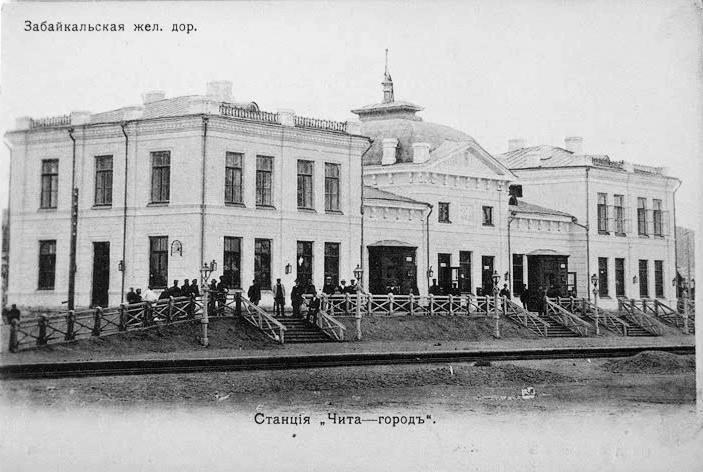
Железнодорожный вокзал станции Чита-Город на почтовой открытке 1910 года

В 1851 году с образованием Забайкальского казачьего войска высочайше была учреждена Забайкальская область, центром которой стала станица (село) Чита, получившая статус города. На начало 1856 года в городе насчитывалось: 1 церковь, 28 торговых домов и лавок, 157 домов где проживало не более 1000 жителей.
Железнодорожная станция Чита II (до 1906 — Чита-Город) была открыта для пассажиров и перевозки грузов в 1900 году. Железнодорожную ветку, проходящую по территории города пришлось строить дважды — первое полотно было смыто большим наводнением в июле 1897 года. После этого дорогу перенесли выше по берегу реки.
22 декабря 1899 (3 января 1900) года в Читу на Дальний вокзал (ныне — ст. Чита 1) прибыл первый поезд. Открытие железнодорожного движения по Забайкальской дороге послужило мощным импульсом развитию города и всего Российского Забайкалья. Чита стала превращаться в крупный транспортно-промышленный центр. На Забайкальскую дорогу начали поступать паровозы серии Е типа 1-5-0. Они могли вести составы весом до одной тысячи тонн, что по тем временам считалось невероятным.
Здание вокзала строилось три года и было торжественно открыто и введено в эксплуатацию в 1903 году. Станция строилась на государственные бюджетные средства и пожертвования частных инвесторов в ходе сооружения Великой Сибирской железной дороги, — второй очереди одного из семи её участков — Забайкальской железной дороги. Строительство дороги велось с весны 1895 года. Работы по прокладке пути велись от станции Мысовая в восточном направлении и от Сретенска на запад. Строительством руководил инженер путей сообщения Александр Пушечников.
Также, как в Челябинске и Оби (Новониколаевске I-Пассажирском), в границах станции был обустроен врачебно-питательный переселенческий пункт, в котором оказывалась помощь нуждающимся и больным переселенцам, следующим далее на освоение Дальнего Востока.
В 1973 году, в ходе работ по электрификации участка Петровский Завод— Карымская, в рамках запуска участка Чита-Карымская станция была электрифицирована переменным током ~ 25 кВ.
В 1905 году введен в эксплуатацию зал ожидания для пассажиров. В 1948 году — здание пригородных касс, в 1973 — комнаты отдыха матери и ребёнка, а в 1975 году — кассовый зал в новом здании вокзала. В 1980 году были сданы в эксплуатацию багажные отделения и склады.
Пропускная способность в сутки составляет в среднем 2500 пассажиров дальнего сообщения и 1200 пассажиров пригородного сообщения. Максимальная наполняемость в «час пик» — 1200 пассажиров, единовременная вместимость — 900 человек, 464 посадочных мест по залам вокзала. В 2016 году на станции были произведены работы по укладке 2,2 км новых путей, обновлению и замене стрелочных переводов и ремонту пассажирских платформ. Были заменены системы связи и оповещения.

## Пассажирское движение
На станции останавливаются все пассажирские и пригородные поезда. Станция обслуживает не менее 5-6 пар пассажирских поездов дальнего следования, направлением на Дальний Восток, Китай (Забайкальск), север и запад, пригородные поезда. Со станции регулярно отправляются местные электропоезда на Могзон и Карымскую. В здании вокзала можно приобрести железнодорожные билеты на поезда дальнего следования международного сообщения (КНР, Монголия, КНДР).

### Перевозчики, направления и расписание
| Перевозчик                                      | Дистанция             | Направления и расписание |
| ----------------------------------------------- | --------------------- | ------------------------ |
| Федеральная пассажирская компания               | Дальнее следование    | РЖД                      |
| Забайкальская пригородная пассажирская компания | Пригородное сообщение | РЖД                      |

## Деятельность
- Продажа пассажирских билетов.
- Прием и выдача багажа на открытых площадках и в складских помещениях.

## Общественный транспорт
От автовокзала, расположенного в границах станции отправляются автобусы в города России и Китай. С остановок на улице Бутина — автобусы, троллейбусы и маршрутные такси городских маршрутов. Имеется стоянка легковых такси.
| - Вид на здание вокзала со стороны пассажирских платформ - Пригородные кассы вокзала - Центральный вход в здание вокзала - Панорама главного входа |

## Статьи и публикации
- Мерцалов В. И. Город Чита: возникновение и развитие (1851-1895 гг.) // Вестник Забайкальского государственного университета : научный журнал. — 2012. — № 5. — С. 3—10. — ISSN 2227-9245.
- Сергей Донцов. Станции Чита-1 и Чита-2 увеличивают пропускные способности // Гудок : газета. — 2014. — 21 августа (№ 145).